# Pristina leidyi
Pristina leidyi är en ringmaskart som beskrevs av Smith 1896. Pristina leidyi ingår i släktet Pristina och familjen glattmaskar. Inga underarter finns listade i Catalogue of Life.